# Folkskoleseminariet i Lund
Folkskoleseminariet i Lund, även kallat Scolemästare-seminariet i dess tidiga år, grundat 1839, nedlagt 1963, var en institution i Lund för utbildning av lärare för folkskolor. Seminariet hade en nära koppling till en övningsskola, där lärarstudenterna fick praktisk erfarenhet av undervisning.

## Historik
Folkskoleseminariet i Lund grundades 1839 och hade sin första föreståndare i magister Pehr Eklund. Initialt var skolan belägen vid Lilla torg i Lund. Efter fem år flyttades seminariet till större lokaler på Bredgatan. Dessa lokaler visade sig snart vara otillräckliga när skolan växte och blev treklassig. År 1864 flyttade seminariet till nybyggda lokaler på en tomt av Helgonagården. Senare, 1919, flyttade seminariet till nya lokaler, där det fortsatte sin verksamhet fram till dess nedläggning 1963, när verksamheten överfördes till lärarhögskolan i Malmö.
Under sin existens hade seminariet flera rektorer som ledde skolan genom olika perioder. Nedan följer en lista över rektorerna och deras ämbetsperioder:
- Pehr Eklund (1839-1848)
- Elof Quiding (1849-1864)
- C.L. Wåhlin (1864-1871)
- Peter Wingren (1871-1905)
- O.W. Sundén (1906-1910)
- Charles Swanberg (1910-1932)
- August Isaacsson (1936-1938)
- Samuel Mårtensson (1938-1945)
- Folke Borg (1945-1949)
- Erik Stenquist (1950-1960)
- Henning Hallquist (1960-1963)